# Arènes du Campo Pequeno
Les arènes du Campo Pequeno (en portugais : Praça de Touros do Campo Pequeno) de Lisbonne au Portugal sont des arènes pour la course portugaise.

## Présentation

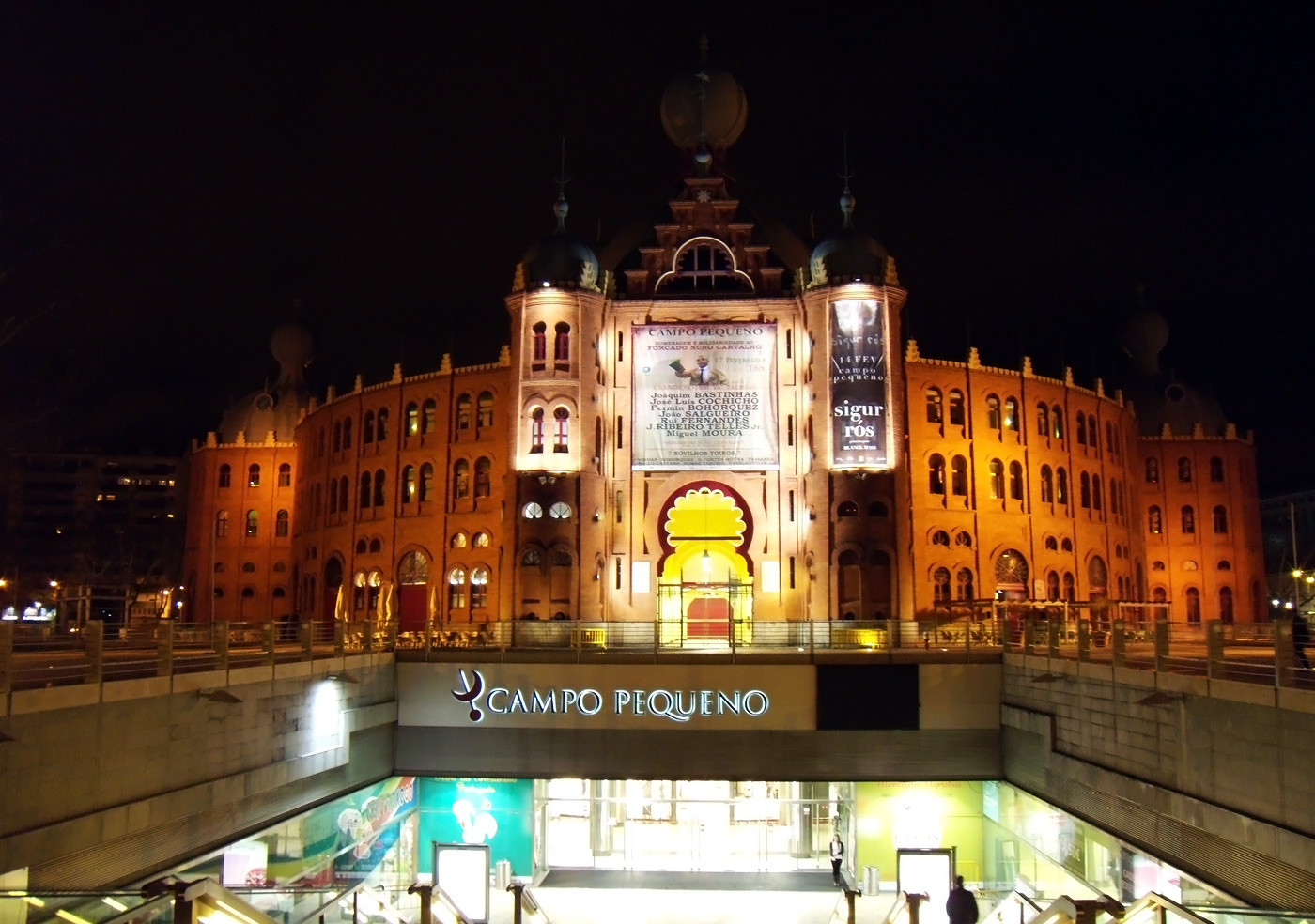
Campo Pequeno vu de nuit.

Elles sont situées place du Campo Pequeno (place du Petit Champ), près de l'avenue de la République et elles ont une capacité de près de 10 000 places.
Elles ont été construites en 1891 et inaugurées en 1892 par l'architecte António José Dias da Silva (1848-1912). Après une profonde rénovation, elles ont rouvert en 2006 comme lieu d'événements multiples indépendamment des courses de taureaux. Actuellement elles disposent d'une salle de spectacle de 10 000 places assises, d'une galerie commerciale de 60 boutiques, 10 bars, cafés, restaurants, des esplanades, 8 salles de cinéma et parking de 1 250 places.
Elle fait également salle de concerts et de spectacles.
Tous les ans depuis 2010, la finale de Secret Story - Casa dos Segredos a lieu dans la nuit du 31 décembre au 1er janvier dans cette arène où un plateau semblable à celui du plateau traditionnel est mis en place.